# Greatest Hits (musikalbum av N.W.A)
Greatest Hits är ett samlingsalbum av den amerikanska hiphop-gruppen N.W.A, släppt 2 juli 1996, via Priority Records. Samlingen, som består av nitton spår, innehåller flera populära singlar och låtar från gruppens debutalbum Straight Outta Compton från 1989, EP:n 100 Miles and Runnin' från 1990 och deras andra och sista studioalbum Niggaz4Life från 1991. Den innehåller låtar som  "Gangsta Gangsta", "Fuck tha Police", en tidigare osläppta remixar av "Straight Outta Compton" och "Alwayz into Somethin'", och remixer av "Express Yourself" och "100 Miles and Runnin'", samt inspelningar från konserter. Produktionen hanterades av Dr. Dre och DJ Yella med Eazy-E som exekutiv producent.
Albumet nådde plats 48 på Billboard 200 och plats 20 på listan över de bästa R&B/Hip-Hop-albumen i USA. Den nådde också plats 43 i Nya Zeeland och plats 56 på UK Albums Chart. Den fick guldskiva av Recording Industry Association of America den 14 februari 2002.
År 2003 återutgav Priority Records albumet med två bonusspår — "Chin Check", som spelades in för filmen Next Friday med den tidigare medlemmen Snoop Dogg, och "Hello", som spelades in för Ice Cubes sjätte soloalbum War & Peace Vol. 2 (The Peace Disc), tillsammans med Dr. Dre och MC Ren.
Efter framgången med filmen Straight Outta Compton från 2015 återkom albumet på musiklistorna, åter in på UK Albums Chart på plats 49 och plats 9 i Australien.

## Låtlista
| Nr           | Titel                                   | Längd |
| ------------ | --------------------------------------- | ----- |
| 1.           | "Live Intro (1989)"                     | 2:20  |
| 2.           | "Arrested" (Insert)                     | 0:57  |
| 3.           | "Gangsta Gangsta"                       | 5:29  |
| 4.           | "Fuck tha Police" (Insert)              | 0:32  |
| 5.           | "Fuck tha Police"                       | 5:42  |
| 6.           | "Compton's n tha House (Live)"          | 2:08  |
| 7.           | "Break Out" (Insert)                    | 0:21  |
| 8.           | "Straight Outta Compton" (extended mix) | 4:26  |
| 9.           | "If It Ain't Ruff"                      | 3:36  |
| 10.          | "Real Niggaz"                           | 4:44  |
| 11.          | "I Ain't Tha 1"                         | 5:03  |
| 12.          | "Alwayz into Somethin'"                 | 4:29  |
| 13.          | "Don't Drink That Wine"                 | 0:26  |
| 14.          | "Just Don't Bite It"                    | 5:33  |
| 15.          | "Cash Money" (Insert)                   | 0:20  |
| 16.          | "Express Yourself"                      | 4:21  |
| 17.          | "100 Miles and Runnin'"                 | 4:35  |
| 18.          | "A Bitch Iz a Bitch"                    | 3:15  |
| 19.          | "Real Niggaz Don't Die"                 | 3:42  |
| Total längd: | Total längd:                            | 70:28 |

| 20. | "Chin Check" | N.W.A & Snoop Dogg         | 4:23 |
| 21. | "Hello"      | Ice Cube, MC Ren & Dr. Dre | 3:52 |